# Басинг

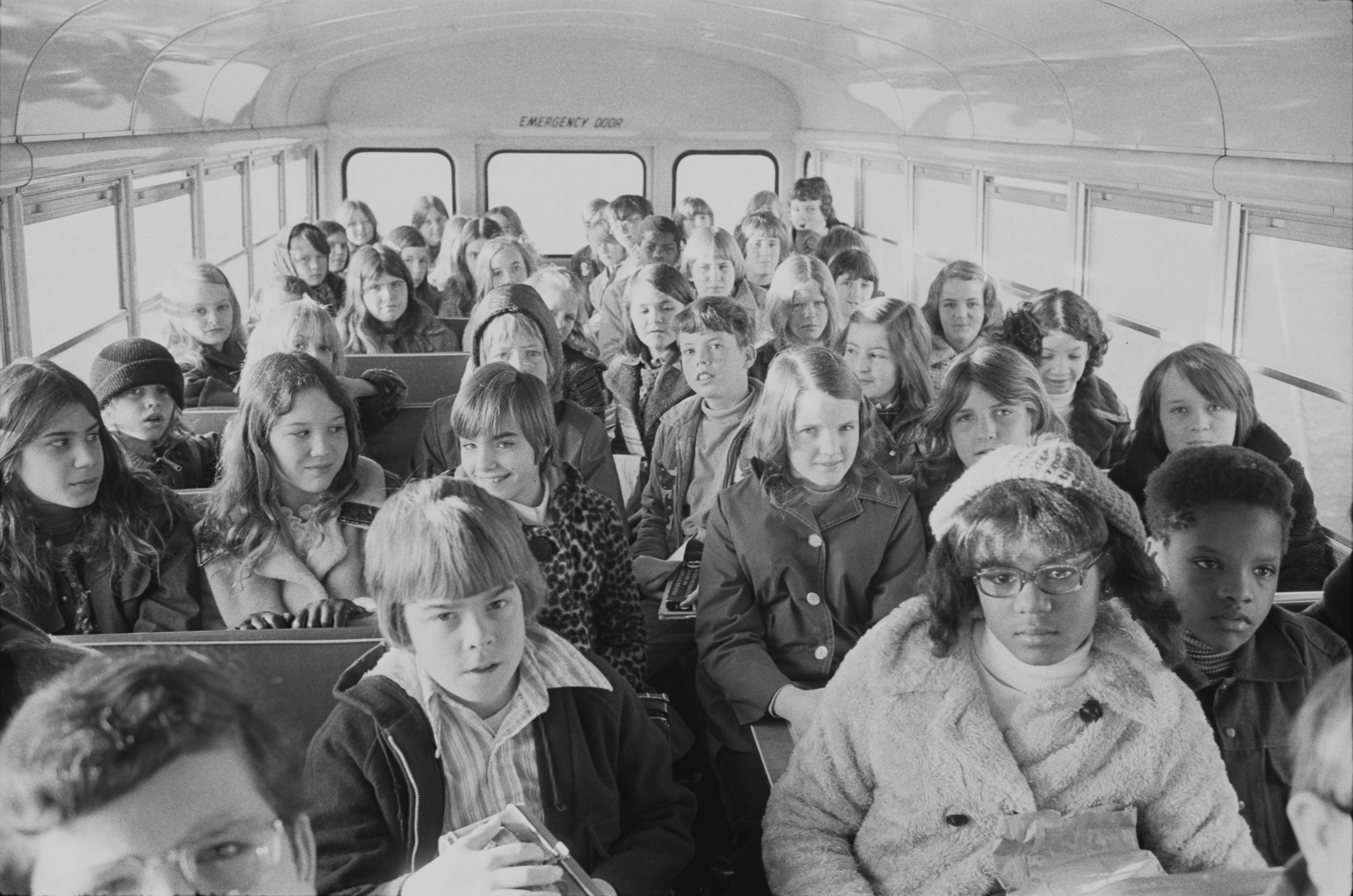
Басинг в Шарлотт (1973)

Ба́синг (от англ. busing) — попытка десегрегации школ в США в 1950—1980-х годах путём принудительной перевозки чёрных детей в школы с большинством белых учеников и наоборот. Закончилась провалом в связи с бегством белых; исследователи расходятся по вопросу о том, было ли само бегство и связанный с ним упадок внутренних районов городов вызвано угрозой басинга.

## История
Исторически перевозки учащихся американских школьников осуществлялись для укрупнения школ. Первопроходцем в 1869 году стал Массачусетс, к 1930 году перевозки вовлекли уже 7 % учащихся, в 1969—1970 годах уже свыше 40 % учеников приезжали в школу на автобусе. Первая перевозка детей автобусом с частичной целью изменения расового состава отдельных школ, по-видимому, произошла в Гринберге (штат Нью-Йорк) в 1951 году.
В 1954 году решение Верховного суда США в деле «Браун против Совета по образованию» («Браун I») отменил принцип «разделённые, но равные», допускавший раздельное обучение рас, а в 1955 году новое решение, часто обозначающееся как «Браун II», потребовало десегрегации школ со всей возможной скоростью. Хотя суд не предложил практических решений, басинг казался одним из способов решения проблемы, почти сразу после «Браун I» в Балтиморе 2000 афроамериканских детей были вовлечены в перевозки. Басинг в Сент-Луисе в 1955 году полностью производился с целью перемешивания рас, хотя внутри школ сохранялось раздельное обучение белых и афроамериканцев.
В 1960-е годы в штате Нью-Йорк возник конфликт между сторонниками басинга, возглавляемыми комиссаром по образованию Д. Э. Алленом и противниками, которые нашли опору в законодательном собрании штата. Противникам удалось даже провести в 1969 году закон, запретивший басинг, но верховный суд штата вскоре признал его неконституционным.
Принудительный басинг распространился после решения Верховного суда США в деле Сванн против Совета по образованию Шарлотт-Мекленбурга (1971 год). 
Довольно быстро выяснилось, что противники басинга имеют группы поддержки на всей американской территории, представляют разные сегменты политического спектра и иногда готовы на решительные действия, вплоть до поджога и подрыва автобусов. В 1972 году Никсон на выборах занял позицию против «басинга ради басинга», возможно, с целью привлечь избирателей американского Юга, которые в противном случае могли последовать за его тогда самым опасным соперником — Уоллесом.

## Бегство белых
Специалисты расходятся по вопросу о связи басинга и бегства белых, которое превратило внутренние районы городов США в чёрные гетто. Противники басинга уже в 1960-х годах указывали на такую возможность, по словам одной из активисток в Гаррисберге, «стоит начать басинг, и через десять лет город превратится в огромное гетто».

## Провал
В результате бегства белых образовалась новая сегрегация — по школьным округам. В школах внутренних районов многих городов подавляющее большинство стали составлять меньшинства (в 1990-х годах, более 90 % не-белых учеников ходили в школы, где они составляли большинство), а белые ученики сосредоточились в округах пригородов. Попытки начать басинг между округами были практически остановлены решением Верховного суда США в деле Милликен против Брэдли (1974 год), которое постановило, что от округов не требуется перевозка учеников между ними. Уже в 1990-х годах сегрегация вернулась к уровню 1971 года (когда Верховный суд принял решение по «Сванн»).
Некоторые историки не согласны с тем, что басинг, как и вся идея десегрегации школ, были неуспешными. Так, М. Ф. Дельмонт, считает это «мифом».